# Атеизъм
Атеизмът в широк смисъл е отхвърлянето на вярата в съществуване на божества. В по-тесен смисъл атеизмът е конкретният възглед, че божества не съществуват. Най-общо атеизмът е отсъствието на вяра, че съществуват някакви божества. Атеизмът е противоположен на теизма, който в най-общата си форма е вярата, че съществува поне едно божество.
Терминът „атеизъм“ произлиза от старогръцката дума ἄθεος („без бог(ове)“) и първоначално се използва пейоративно за хора, отхвърлящи боговете, почитани от обществото. С разпространението на свободомислието, научния скептицизъм и свързаното засилване на критиката на религията, терминът започва да се използва в по-тесен смисъл. Първите хора, самоопределящи се като атеисти, живеят в епохата на Просвещението през XVIII век. Френската революция, известна със своя „безпрецедентен атеизъм“, става първото значимо политическо движение в историята, застъпващо се за върховенството на човешкия разум.
Аргументите в полза на атеизма са разнородни – от философски до социални и исторически. Някои от тях са: отсъствието на емпирични свидетелства за съществуване на божества, проблемът за злото, аргументът за противоречивите откровения, отхвърлянето на идеи, неподлежащи на фалсифициране и аргументът за невярването. Въпреки че някои атеисти се придържат към секуларистични философии, като светския хуманизъм и скептицизма, не съществува идеология или норма на поведение, обща за всички атеисти. Много от тях смятат, че атеизмът е по-опростен светоглед от теизма и поради това тежестта на доказване не е атеистите да докажат несъществуването на Бог, а теистите да обосноват своите възгледи.
Тъй като има различни определения за атеизъм, точната оценка на броя на атеистите е трудна. „Галъп Интернешънъл“ провежда няколко задълбочени глобални анкети по темата – анкетата им от 2015 година, обхващаща над 64 хиляди респонденти, показва, че 11% са „убедени атеисти“, докато в подобна анкета от 2012 г. делът им е 13%. Други по-стари изследвания определят броя на атеистите на между 2% и 8% от населението. Според тези анкети Европа и Източна Азия са регионите с най-силно разпространение на атеизма. През 2012 г. 47% от хората в Китай се определят като атеисти. По данни на изследването „Евробарометър“ от 2010 година 20% от жителите на Европейския съюз не вярват в „никакъв вид дух, Бог или сила на живота“.

## Определения и варианти
Между различните автори няма пълно съгласие за определението и класификацията на атеизма – спорно е за кои свръхестествени обекти се отнася той, дали представлява твърдение само по себе си или просто отсъствието на такова и дали изисква съзнателно и експлицитно отхвърляне. Атеизмът е разглеждан като съвместим с агностицизма или е противопоставян на него.

### Обхват
Част от двусмислеността и противоречията, свързани с дефиницията на атеизма, произтичат от трудността да се постигне общо съгласие за дефинициите на понятия като „божество“ и „бог“. Множеството силно различаващи се представи за Бог или божества води до различни представи за приложимостта на атеизма. Например, древните римляни обвиняват християните в атеизъм, тъй като отказват да почитат езическите божества, но постепенно този възглед отмира, като теизмът започва да обхваща вярата във всяка божественост.
В зависимост от обхвата на отричаните явления, атеизмът може да се противопоставя както на съществуването на отделно божество, така и на съществуването на всякакви духовни, свръхестествени или трансцендентни концепции, като тези в будизма, индуизма, джайнизма и даоизма.

### Имплицитен и експлицитен атеизъм
Определенията за атеизъм се различават също по отношение на степента на обмисленост, която човек влага в концепцията за богове. Понякога към атеизма се причислява простото отсъствие на вяра в съществуването на божества – такава широка дефиниция би обхванала новородените и други хора, които не са запознати с теистичните идеи. Още през 1772 година Пол-Анри Дитрих Холбах казва, че „всички деца са родени като атеисти, те нямат идея за Бог“. По подобен начин американският писател Джордж Смит пише през 1979 година, че „човек, който е незапознат с теизма е атеист, защото не вярва в бог. Тази категория би включила също детето, способно да разбере тази тематика, но все още не е наясно с проблема. Фактът, че такова дете не вярва в бог го квалифицира като атеист.“ Смит въвежда понятията имплицитен атеизъм, включващ „отсъствието на теистична вяра без нейното съзнателно отхвърляне“, и експлицитен атеизъм за по-обичайната дефиниция на съзнателно неверие. Автори, като философа Ърнест Нагел, отхвърлят такова разделение и приемат за атеизъм само експлицитната форма.

## История на атеизма
Въпреки че атеизмът се появява в края на 16 век във Франция, негови наченки и идеи могат да се открият още в античността. Дефиницията на атеизма се променя с времето в зависимост от историческата перспектива. В древността думата атеизъм е имала съвсем различен смисъл. За гърците, живели от 400 до 200 г. пр.н.е., атеисти са били евреите, които вярвали само в един Бог. Подобно на тях и първите мюсюлмани, които вярвали само в Аллах, били наричани атеисти. Техните предшественици, точно като гърците, винаги търсели подкрепата на много различни божества. Гръцкият философ Диагорас е известен като „първия атеист“. Демокрит също се опитва да обясни света само с материализъм, без никакви духове и мистицизъм. Епикур не се съгласява с много религиозни доктрини като например задгробен живот и личен бог и също обяснява света на базата на материализма.
По време на Средновековието религията, теологията и метафизиката са доминиращи в обществото. Ренесансът връща скептицизма и свободната мисъл. Личности като Леонардо да Винчи и Франсоа Рабле са едни от видните критици на религията. През 17-и и 18 век този критицизъм се засилва. През 19 век, понякога наричан век на атеизма, атеистите дават своя принос за социалните и политически сътресения, подпомагайки революциите от 1848 година като Френската и Германската и слагат началото на международно социалистическо движение. Лудвиг Фойербах, Карл Маркс, Фридрих Ницше са само част от многобройните немски философи, които отричат божественото начало и остават критични към религията.
През 20 век се ражда така наречения нов атеизъм. Той се разпространява в много общества. Атеизмът е заложен в други, много по-общи философски течения като нихилизъм, екзистенциализъм, анархизъм, марксизъм, феминизъм, както и в научните и рационални движения. През 21 век едни от най-видните атеисти са Ричард Докинс, Бил Мар, Кристофър Хитчънс, които са световноизвестни с книгите си, филмите си или идеите си.
Проучване, направено през 2010 година показва, че атеистите и агностиците имат много повече познания по отношение на религията, отколкото вярващите. Те имат по-висок резултат от последователите на католическата или протестантска вяра. Само вярващите евреи и мормоните имат почти същите резултати като невярващите.

## Атеизъм и агностицизъм
Атеизмът се разграничава от агностицизма главно по това, че определя реалността като съвкупност от съществуващи независимо и вън от съзнанието действителни обекти и я окачествява като достъпна (сега или в бъдеще, тъй като познанието е развитие) за опознаване и разбиране от човешкия разум. Терминът агностицизъм е въведен от Томас Хъксли през 1869 г. Понятието обаче съществува от дълго време: философското и теологическото виждане, че съществуването на Бог, различните богове и божества е или неизвестно, или е поначало непознаваемо. Терминът се използва и за оприличаване на онези, които не са убедени или не вярват в съществуването на божествата, както и на други религиозни материи. Думата агностик идва от гръцките а (не) и гносис (знание).

## Атеизъм, морал и етика
За атеизма моралът се корени не в предписанията на божества, а в самата съвкупност от междуличностни отношения в обществото, и затова се развива и променя заедно с него. Според атеизма такава етика, основана на свободен и рационален избор, е едновременно по-устойчива и по-гъвкава и адаптивна от религиозния принцип на „моркова и тоягата“ (посмъртно „въздаяние“).
Тъй като атеизмът не признава религиозните норми като източник на морал, често атеистите са обвинявани в аморалност. Според последните един морален и нравствен човек постъпва правилно доброволно, по вътрешна необходимост и убеденост, а не по заповед на Бог, и не с цел да избегне страшното наказание. Според атеистите не атеизмът, а религията подтиква към насилие, особено срещу тези от друга вяра.

## Степен на образование, IQ и атеизъм
Публикуваната статистика през 1998 година в списанието Nature показва, че процентът на вярващите в Бог или задгробен живот в САЩ е минимален сред членовете на Националната академия на науките – само 7% от интервюираните в сравнение с 85% от цялото население. Като цяло тенденцията е към намаляване на броя на вярващите с увеличаване на образованието.
Тази тенденция е забелязана в 39 изследвания, проведени между 1927 и 2002 г. Има корелация и между коефициента на интелигентност и образованието и тя също е обратна – колкото по-голям е интелектът, толкова по-малка е религиозността. Отрицателната корелация между IQ и религиозност е отбелязана и в изследванията на Каназава.
В Русия са получени подобни резултати. Сред тези с висше образование за православни се считат 52%, сред тези със средно образование – 67%, с незавършено средно – 88%.
В същото време някои учени са религиозни и споделят философски и богословски трудове по темата. Йохан Кеплер, Исак Нютон, Робърт Бойл, Николай Коперник, Майкъл Фарадей, Франсис Бейкън, Франсис Колинс, Рене Декарт, Блез Паскал са една част от многото в историята значими за науката люде, които споделят вярата си в Бога и явно са декларирали принадлежността си към християнството.

## Атезизмът по света

### Атеизъм в България
По данни от преброяването през месец февруари 2011 г. 11,85% (682 162) от населението на България нямат (272 264) или не изповядват (409 898) религия, което не означава, че са атеисти. До 2011 г. няма официална статистика за броя атеисти в България, тъй като в националните преброявания не е давана възможност те да бъдат преброени като такива. В преброяването през 1992 дори изрично е било забранено преброяваният да се самоопредели като „атеист“ или „невярващ“.
Според различни социологически проучвания, в България като атеисти се определят между 3 и 12% от населението. Около 85% от пълнолетните жители на страната се самоопределят като християни (83% като православни), 13% като мюсюлмани, но според същите изследвания едва 58% вярват в Бог, а 51% се определят като истински религиозни.

### Атеизъм като престъпление
През 2012 г. в седем държави атеизмът е престъпление, наказуемо със смъртно наказание. Това са Пакистан, Саудитска Арабия, Иран, Афганистан, Судан, Мавритания и Малдивите. Във всички тях ислямът е официална религия. 